# Ивкино (Клепиковский район)
Ивкино — деревня в Клепиковском районе Рязанской области. Входит в состав Бусаевского сельского поселения.

## География
Находится в северной части Рязанской области на расстоянии приблизительно 10 км на восток-юго-восток по прямой от районного центра города Спас-Клепики

## История
На карте 1850 года показана как поселение с 40 дворами. В 1859 году здесь (тогда деревня Рязанского уезда Рязанской губернии) было учтено 36 дворов, в 1897 — 63.

## Население
Численность населения: 282 человека (1859 год), 415 (1897), 48 в 2002 году (русские 98 %), 22 в 2010.